# Puurs Titans
I Puurs Titans sono stati una squadra di football americano di Puurs, in Belgio; fondati nel 2004 come Bornem Titans, sono diventati Puurs Titans nel 2011; nel 2016 si sono fusi con gli Antwerp Diamonds per formare gli Antwerp Argonauts.

## Dettaglio stagioni

### Campionato

#### BFL/BAFL
| Stagione | regular season | regular season | regular season | regular season | regular season | regular season | playoff | playoff | playoff | playoff | playoff | playoff   | playoff    |
|          | Vin            | Par            | Per            | Tot            | PF             | PS             | Vin     | Per     | Tot     | PF      | PS      | risultato | avversaria |
| -------- | -------------- | -------------- | -------------- | -------------- | -------------- | -------------- | ------- | ------- | ------- | ------- | ------- | --------- | ---------- |
| 2014     | 3              | 0              | 5              | 8              | 84             | 220            | -       | -       | -       | -       | -       | -         | -          |
| 2015     | 1              | 0              | 6              | 7              | 71             | 272            | -       | -       | -       | -       | -       | -         | -          |
| Totale   | 4              | 0              | 11             | 15             | 155            | 492            | -       | -       | -       | -       | -       |           |            |

Fonti: Enciclopedia del Football - A cura di Roberto Mezzetti